# ForFarmers
ForFarmers ist ein niederländisches Unternehmen aus der Futtermittelbranche mit Sitz in Lochem. Nach Unternehmensangaben beläuft sich der jährliche Absatz auf rund 9 Millionen Tonnen Tierfutter. In Deutschland ist ForFarmers mit mehreren Standorten vertreten.
Die deutsche Tochtergesellschaft ForFarmers Deutschland gehört zur ForFarmers N.V., die an der Euronext Amsterdam börsennotiert ist. Das Unternehmen ist in den Niederlanden, Deutschland, Polen und Großbritannien aktiv und beliefert darüber hinaus weitere Länder.

## Geschichte
Im Jahr 2006 wurde die Bela Mühle GmbH aus Vechta-Langförden übernommen und im Jahr 2009 zu ForFarmers Bela umbenannt. Daneben produziert Bela in Rees und in Hamburg. Im deutschen Markt liegt Bela beim Gesamtumsatz Mischfutter auf Platz 5.
ForFarmers war zudem mit Minderheitsbeteiligungen an verschiedenen Unternehmen vertreten, darunter Agrovision, Probroed, Cebeco Agrochemie, Cebeco Meststoffen sowie das Onderzoekscentrum De Schothorst.
Zum Konzern gehört auch die Sparte Poultry Plus, die im Bereich Mastgeflügel tätig ist.